# Vlamertinge
Vlamertinge este un sat din provincia belgiană Flandra de Vest și un cartier al orașului Ypres. Centrul satului Vlamertinge se află chiar în afara centrului orașului Ypres, de-a lungul drumului principal N38 spre orașul din apropiere Poperinge.
Pe lângă centrul orașului Ypres, Vlamertinge este cel mai mare cartier din Ypres. În partea de vest a Vlamertinge, de-a lungul drumului spre Poperinge, este cătunul lui Brandhoek.

## Istorie
Cele mai vechi date despre Vlamertinge datează din Evul Mediu. În 857 a fost construită o capela în Vlamertinge. În 970 Ypres a fost distrus și capela de Vlamertinge a ars. Cel mai vechi document cunoscut până în prezent, care conține numele de Flambertenges, este o danie din anul 1066. Balduin al V-lea, Conte de Flandra, soția lui, Adela, și fiul lor, Balduin, au donat bunuri bisericii și capitulului Sint-Pieters din Lille. Printre aceste buniri s-au aflat și o zecime situată în Elverdinge și, de asemenea, o zecime situată în Vlamertinge - „In territorio Furnensi, in villa Elverzenges, decinam unam ; Flambertenges decinam similiter unam”.
Sub Vechiul Regim, Vlamertinge a fost un domeniu al Veurne-Ambacht cu 22 de spate și a suferit mult în asediile orașului Ypres din apropiere. În timpul Primului Război Mondial, întregul sat a fost distrus de bombardamente. În 1944, în timpul celui de-Al Doilea Război Mondial, Vlamertinge a fost eliberat de o divizie de blindate poloneză. 

## Geografie
Vlamertinge se află la 17 metri deasupra nivelului mării. De asemenea, municipalitatea se învecinează cu Ypres în est, Voormezele în sud-est, Kemmel și Dikkebus în sud, Reningelst în sud-vest, Poperinge în vest, Elverdinge în nord și Brielen în nord-est.

## Evoluții demografice
Din 1487 până în 1697 se constată o scădere semnificativă a populației din Vlamertinge. Cea mai plauzibila explicație ar fi fost Războiul de Optzeci de Ani din Olanda. În timpul Primul Război Mondial vedem că populația este din nou recurentă. Acest lucru se datorează faptului că Ypres din apropiere, oraș aflat în prima linie a frontului, a fost puternic bombardat și Vlamertinge a suferit, de asemenea, mult din cauza bombardamentelor.

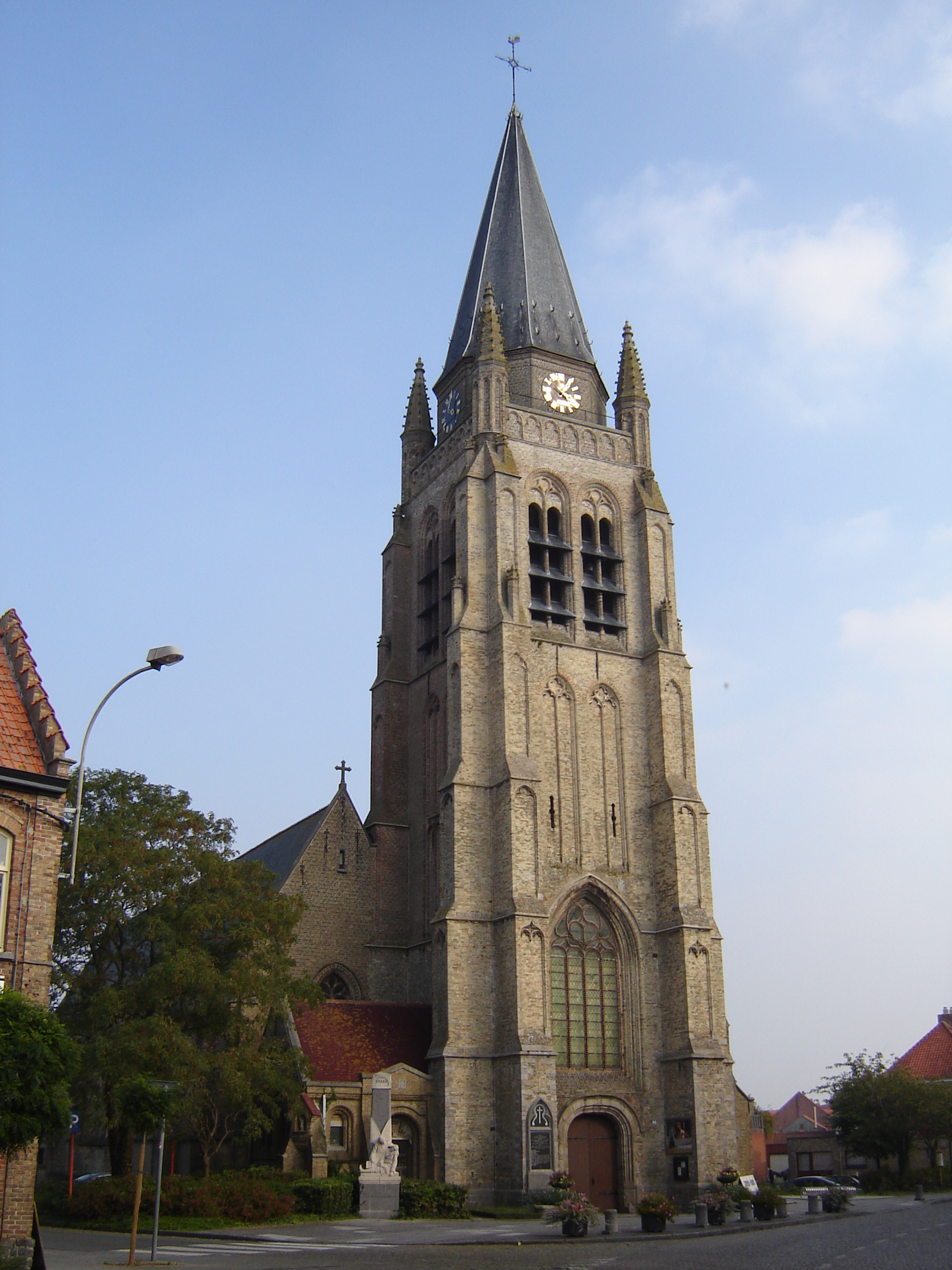

## Turistic
- Biserica Sf. Vedastus
- Fosta primărie din Vlamertinge din 1922, în stil renascentist neo-flamand
- Castelul Vlamertinge sau Castelul Parc au fost construite în 1857-1858 prin ordinul Viscount Pierre-Gustave du Parc, după un design al lui Joseph Schadde.
- În Vlamertinge există un număr de cimitire britanice militare din primul război mondial:
  - Brandhoek Military Cemetery
  - Red Farm Military Cemetery
  - Vlamertinghe Military Cemetery
  - Vlamertinghe New Military Cemetery
  - Railway Chateau Cemetery
  - Divisional Cemetery
  - Brandhoek New Military Cemetery
  - Brandhoek New Military Cemetery No.3
  - Hop Store Cemetery